# Chevalier de Beauregard

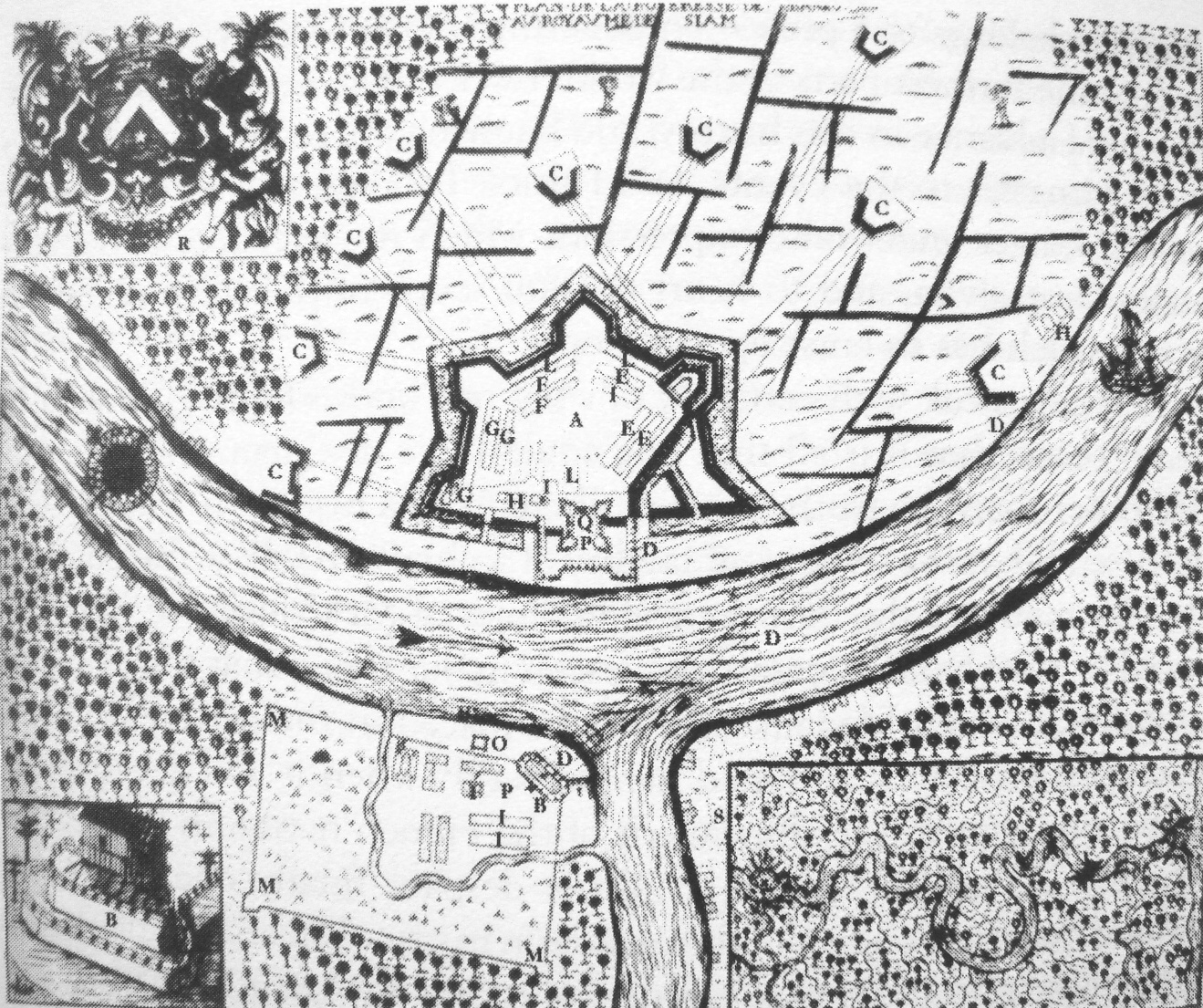
Belagerung von Bangkok (1688)

Der Chevalier de Beauregard (* ca. 1665; † ca. 1692) war ein französischer Offizier des 17. Jahrhunderts, der in Siam, dem heutigen Thailand, Dienst tat. Er brachte es bis zum Gouverneur von Bangkok und Mergui, wurde jedoch im Zuge der Siamesischen Revolution 1688 gefangen gesetzt.
De Beauregard ging 1685 mit der Gesandtschaft des Chevalier de Chaumont nach Siam. Er wurde zur Garnison der in jener Zeit wenig bedeutenden Hafenstadt Bangkok unter dem Kommando von Claude de Forbin versetzt. Im Juli 1686 wurde das Fort von einer Piratenbande aus Makassar angegriffen. Während des Kampfes schlitzte Forbin einem Piraten den Bauch auf, doch konnte dieser seine Eingeweide zurückstopfen und den Bauch zunähen, sozusagen die erste belegte Operation nach westlichem Vorbild in Siam (zu einer etwas moderneren Variante, siehe Dan Beach Bradley).

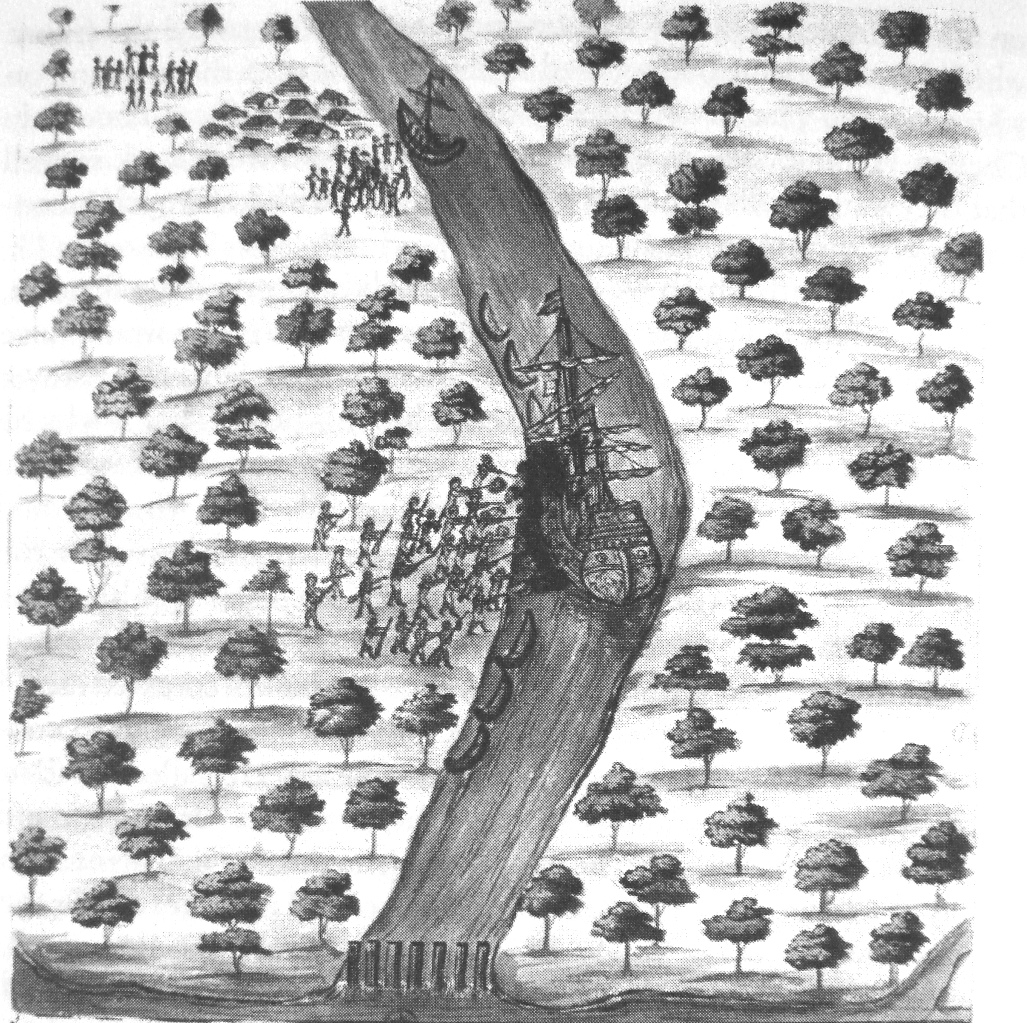
Gefangennahme de Beauregards und anderer in Tavoy (1688)

1687 wurde Beauregard kurzzeitig Gouverneur von Bangkok. Nach dem Mergui-Massaker im Juli 1687 wurde er zum dortigen Gouverneur ernannt und ersetzte damit den Engländer Samuel White. Nach der siamesischen Revolution 1688, bei der im Anschluss an den Tod des ausländerfreundlichen Königs Narai insbesondere Europäer aus Siam ausgewiesen wurden, war Beauregard bei der Nachhut unter de Bruant. Am 24. Juni mussten die Franzosen die Festung Mergui aufgeben. Beauregard und Bruant konnten unter Feuer zum siamesischen Kriegsschiff Mergui entfliehen, wobei viele Tote zurückblieben. In Tavoy wurde Beauregard schließlich zusammen mit vier Soldaten und dem Jesuiten Pierre d’Espagnac gefasst, als sie sich auf dem Markt mit Proviant versorgen wollten. Die Gefangenen wurden möglicherweise in die Sklaverei verschleppt.